# Costin Grigore Borc
Costin Grigore Borc, né le 7 mai 1965 à Bucarest, est un homme politique roumain. Il est Vice-Premier ministre, ministre de l'Économie, du Commerce et des Relations avec le milieu des affaires depuis le 17 novembre 2015.

## Biographie

### Formation et vie professionnelle
Il obtient en 1989 une licence en génie énergétique de l'université polytechnique de Bucarest. Il étudie ensuite à l'université du Wisconsin à Madison, où il passe sa maîtrise en économie en 1997 et son doctorat en 2001.
Il est chef de la chancellerie du Premier ministre Radu Vasile entre 1998 et 1999, puis travaille pour le cimentier français Lafarge.

### Parcours politique
Le 17 novembre 2015, Costin Borc est nommé Vice-Premier ministre, ministre de l'Économie, du Commerce et des Relations avec le milieu des affaires dans le gouvernement technocratique de l'indépendant Dacian Cioloș.